# Космическая скорость

Анализ первой и второй космической скорости по Исааку Ньютону. Снаряды A и B падают на Землю. Снаряд C выходит на круговую орбиту, D — на эллиптическую. Снаряд E улетает в открытый космос.

Косми́ческие ско́рости (первая v1, вторая v2, третья v3 и четвёртая v4) — характерные критические скорости движения космических объектов в гравитационных полях небесных тел и их систем. Космические скорости используются для характеристики типа движения космического аппарата в сфере действия небесных тел: Солнца, Земли и Луны, других планет и их естественных спутников, а также астероидов и комет.
По определению, космическая скорость — это минимальная начальная скорость, которую необходимо придать объекту (например, космическому аппарату, далее КА) на поверхности небесного тела в отсутствие атмосферы, чтобы:
- v1 — объект стал искусственным спутником центрального тела, то есть стал вращаться по круговой орбите вокруг него на нулевой или пренебрежимо малой высоте относительно поверхности;
- v2 — объект преодолел гравитационное притяжение центрального тела и начал двигаться по параболической орбите, получив тем самым возможность удалиться на бесконечно большое расстояние от него;
- v3 — объект покинул планетную систему, преодолев притяжение планеты и звезды;
- v4 — объект покинул галактику.

Космические скорости могут быть рассчитаны для любого удаления от центра Земли. Однако в космонавтике часто используются величины, рассчитанные конкретно для поверхности шаровой однородной модели Земли радиусом 6371 км.

## Первая космическая скорость
Квадрат круговой (первой космической) скорости с точностью до знака равен ньютоновскому потенциалу Φ на поверхности небесного тела (при выборе нулевого потенциала на бесконечности):
{\displaystyle v_{1}^{2}=-\Phi ={\frac {GM}{R}},}
где M — масса небесного тела, R — его радиус, G — гравитационная постоянная.
Если скорость КА или другого объекта в момент вывода на орбиту превышает круговую, его орбитой будет эллипс с фокусом в центре притяжения.

## Вторая космическая скорость
Между первой и второй космическими скоростями в нерелятивистском случае существует простое соотношение:
{\displaystyle v_{2}={\sqrt {2}}\cdot v_{1}.}
Квадрат скорости убегания (второй космической скорости) равен удвоенному ньютоновскому потенциалу на поверхности тела, взятому с обратным знаком:
{\displaystyle v_{2}^{2}=-2\Phi =2{\frac {GM}{R}}.}
Вторая космическая скорость (параболическая скорость, скорость убегания) обычно определяется в предположении отсутствия каких-либо других небесных тел. Например, для Луны скорость убегания равна 2,4 км/с, несмотря на то, что в действительности для удаления тела на бесконечность с поверхности Луны необходимо преодолеть притяжение Земли, Солнца и Галактики.

### Первая и вторая космические скорости для различных небесных тел
| Небесное тело                    | Масса (по отношению к массе Земли) | v1, км/с         | v2, км/с  |
| -------------------------------- | ---------------------------------- | ---------------- | --------- |
| Энцелад                          | 1,8×10−5                           | 0,169            | 0,239     |
| Церера                           | 1,57×10−4                          | 0,37             | 0,52      |
| Луна                             | 0,0123                             | 1,678            | 2,4       |
| Меркурий                         | 0,0553                             | 3,005            | 4,3       |
| Венера                           | 0,815                              | 7,325            | 10,4      |
| Земля                            | 1                                  | 7,91             | 11,2      |
| Марс                             | 0,107                              | 3,546            | 5,0       |
| Юпитер                           | 317,8                              | 42,58            | 59,5      |
| Сатурн                           | 95,2                               | 25,535           | 35,5      |
| Уран                             | 14,54                              | 15,121           | 21,3      |
| Нептун                           | 17,1                               | 16,666           | 23,5      |
| Солнце                           | 332 940                            | 437,047          | 618,1     |
| Белый карлик Сириус B            | 338 933                            | 4 800            | 6 800     |
| Нейтронная звезда PSR J0348+0432 | ок. 670 000                        | 143 000 ± 10 000 | ~ 200 000 |

## Третья космическая скорость
КА, начальная скорость которого не меньше третьей космической скорости, в состоянии преодолеть притяжение Солнца и навсегда покинуть пределы Солнечной системы.

## Четвёртая космическая скорость
Четвёртая космическая скорость — минимально необходимая скорость тела, позволяющая преодолеть притяжение галактики в данной точке. Четвёртая космическая скорость используется довольно редко. Ни один искусственный объект пока не развивал такой скорости.